# Pseudanophthalmus simplex
Pseudanophthalmus simplex is een keversoort uit de familie van de loopkevers (Carabidae). De wetenschappelijke naam van de soort is voor het eerst geldig gepubliceerd in 1980 door Barr.